# Lago Vanda

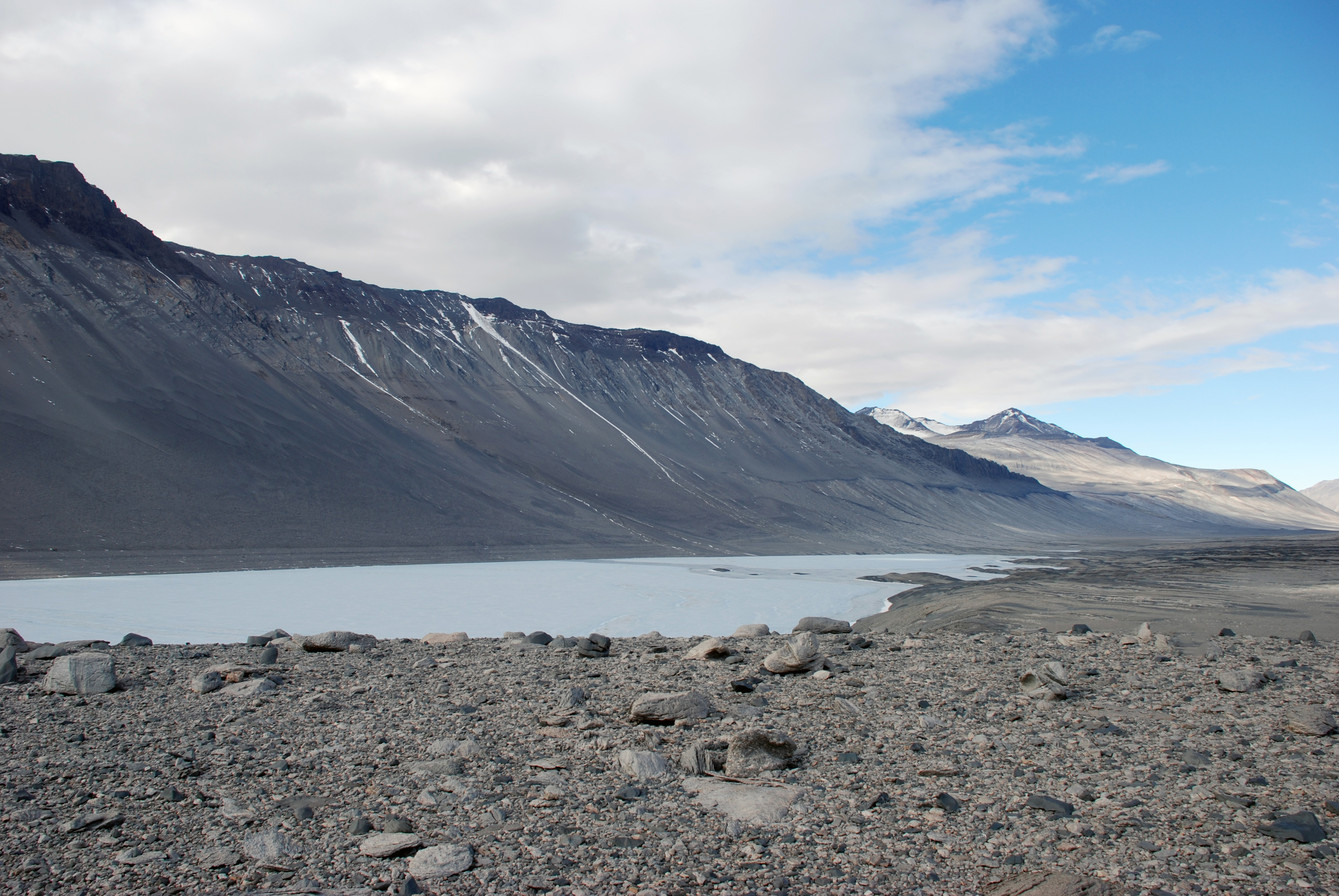
Foto do Lago Vanda em 2016

O Lago Vanda é um lago localizado no vale de Wright, em Victoria Land, Dependência de Ross, Antártida. O lago tem 5 km de extensão e tem profundidade até 69m. Perto desse lago, a Nova Zelândia estabeleceu a Estação Vanda entre 1968 e 1995. O lago Vanda é um lago hipersalino, com uma salinidade superior a dez vezes o número de água do mar.